# Conus kinoshitai
Espèce
Statut de conservation UICN

 LC  : Préoccupation mineure
Conus kinoshitai est une espèce de mollusques gastéropodes marins de la famille des Conidae.
Comme toutes les espèces du genre Conus, ces escargots sont prédateurs et venimeux. Ils sont capables de « piquer » les humains et doivent donc être manipulés avec précaution, voire pas du tout.

## Description
La taille d'une coquille adulte varie entre 40 mm et 94 mm.

## Distribution
Cette espèce est présente dans la mer de Chine méridionale et dans l'océan Pacifique des Philippines aux Solomons. Il y a également des rapports dans l'océan Indien du Mozambique, Madagascar, et Réunion.

### Niveau de risque d’extinction de l’espèce
Selon l'analyse de l'UICN réalisée en 2011 pour la définition du niveau de risque d'extinction, cette espèce est présente du Japon aux Philippines et aux îles Salomon. Elle est également enregistrée au Mozambique, à Madagascar, à l'île de la Réunion et au nord-ouest de l'Australie. Cette espèce est très commune dans les eaux profondes. Il s'agit d'une espèce très répandue qui n'est confrontée à aucune menace connue à l'heure actuelle. Cette espèce est classée dans la catégorie préoccupation mineure.

## Taxonomie

### Publication originale
L'espèce Conus kinoshitai a été décrite pour la première fois en 1956 par le malacologiste japonais Tokubei Kuroda (1886-1987) dans la publication intitulée « Venus »,.

### Synonymes
- Afonsoconus kinoshitai (Kuroda, 1956) · non accepté
- Asprella kinoshitai (Kuroda, 1956) · non accepté
- Chelyconus kinoshitai Kuroda, 1956 · non accepté (combinaison originale)
- Conus (Afonsoconus) kinoshitai (Kuroda, 1956) · appellation alternative
- Conus (Chelyconus) kinoshitai (Kuroda, 1956) · non accepté
- Conus (Chelyconus) kinoshitai f. calliginosus Shikama, 1979 · non accepté (unavailable name: established as..)
- unavailable name: established as a form after 1960
- Conus (Chelyconus) kinoshitai f. tamikoana Shikama, 1973 · non accepté (lapsus for tamikoae Shikama, 1973)
- Conus (Strioconus) brontodes Shikama, 1979 · non accepté
- Conus (Virgiconus) tamikoae Shikama, 1973 · non accepté
- Conus brontodes Shikama, 1979 · non accepté
- Conus tamikoae Shikama, 1973 · non accepté
- Hermes kinoshitai (Kuroda, 1956) · non accepté